# Boeing PB

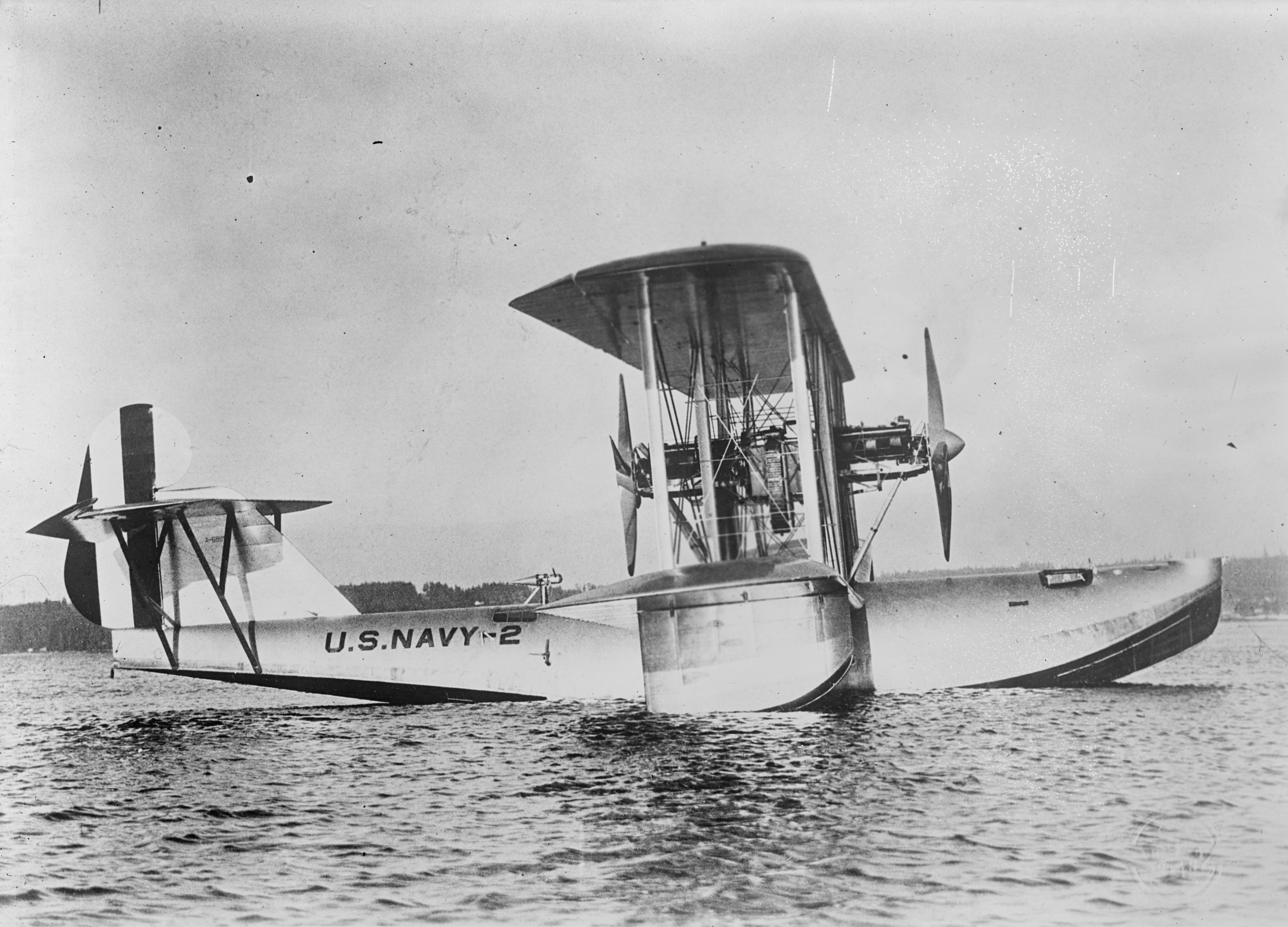
U.S. Navy PB-1, 1925

Die Boeing PB (Werksbezeichnung Model 50) war ein Doppeldecker-Flugboot, das als Führungsflugzeug für zwei Naval Aircraft Factory PN-9 eingesetzt werden sollte, die 1925 den ersten Versuch eines Nonstop-Flugs zwischen der kalifornischen Küste und Hawaii unternahmen. Es wurde nur ein Exemplar der PB gebaut.

## Geschichte
Die Entwicklung der Model 50 begann im September 1924 als Antwort auf eine Bedarfsmeldung der US Navy, die ein zweimotoriges Langstreckenflugboot forderte, das in der Lage sein sollte, die 3800 km von San Francisco nach Hawaii nonstop zurückzulegen. Der von der US Navy, nach der Auftragserteilung durch das Naval Bureau of Aeronautics als PB-1 bezeichnete Entwurf, war im Wesentlichen eine vergrößerte Weiterentwicklung der Naval Aircraft Factory PN-7.
Die PB-1 mit der Werknummer 801 und der Bureau Number A6881 flog zum ersten Mal am 31. August 1925. Wegen Problemen mit den Triebwerken konnte sie jedoch nicht die beiden PN-9 auf dem Langstreckenversuchsflug, der letztlich fehlschlug, begleiten. Die Maschine wurde anschließend von der NAF als Versuchsträger eingesetzt und wahrscheinlich 1932 verschrottet.

## Konstruktion
Die PB-1 war, mit Ausnahme der zwei Motoren in Tandemanordnung, weitgehend konventionell ausgelegt. Sie besaß jedoch bereits einige Innovationen im strukturellen Aufbau, die auch bei zukünftigen Entwicklungen von Boeing Anwendung fanden. Die Tragflächenholme waren als geschweißtes Rohrfachwerk ausgeführt und die Flügelrippen bestanden aus Stahlrohren und offenen Stahlprofilen. Die Tragflügelvorderkanten und die Flügelspitzen waren Holzelemente. Am ungewöhnlichsten war die Rumpfbauweise mit einem Metallunterteil und einem oberen Teil, der aus mit Holzfurnier beplankten Schichtholzspanten bestand.
Bei den Tragflügeln fand das damals neue Clark-Y-Profil Verwendung. Neu war auch der Einsatz von kleinen Hilfsflügeln über den Querrudern als aerodynamischer Ruderausgleich, statt des üblichen Massenausgleichs, wie er noch an den Leitwerksflächen verwendet wurde.

## Varianten
PB-1ursprüngliche Konfiguration mit zwei wassergekühlten 12-Zylinder-V-Motoren Packard 2A-2500, die jeweils 800 PS leisteten. Die PB-1 trug noch nicht den Zusatz „X“, da die US Navy zu dieser Zeit noch nicht zwischen dem Prototypen- bzw. Versuchsstatus und der Serienbezeichnung unterschied.
XPB-21928 ersetzte die NAF die Packard-Triebwerke durch zwei experimentelle, mit Untersetzungsgetrieben ausgestattete Sternmotoren des Typs Pratt & Whitney R-1860 Hornet mit ebenfalls jeweils 800 PS.
Im Jahre 1945 bezeichneten die US Navy und die US Coast Guard eine einzelne Boeing B-17F, die sie von der Air Force erhalten hatten, ebenfalls als Boeing PB-1. Weitere 48 Maschinen vom Typ B-17G wurden als PB-1W und PB-1G geführt.

## Technische Daten
| Kenngröße             | Daten                                                            |
| --------------------- | ---------------------------------------------------------------- |
| Besatzung             | 5                                                                |
| Länge                 | 18,01 m                                                          |
| Spannweite            | 26,55 m                                                          |
| Höhe                  | 6,35 m                                                           |
| Flügelfläche          | 169,4 m²                                                         |
| Höchstgeschwindigkeit | 180 km/h                                                         |
| Reichweite            | 4000 km                                                          |
| Leermasse             | 5240 kg                                                          |
| Startmasse            | 12.170 kg                                                        |
| Antrieb               | 2 × 12-Zylinder-V-Motoren Packard 2A-2500 mit je 800 PS (588 kW) |